# Sławno (gromada w powiecie sławieńskim)
Sławno (do 31 XII 1957 Warszkowo) – dawna gromada, czyli najmniejsza jednostka podziału terytorialnego Polskiej Rzeczypospolitej Ludowej w latach 1954–1972.
Gromady, z gromadzkimi radami narodowymi (GRN) jako organami władzy najniższego stopnia na wsi, funkcjonowały od reformy reorganizującej administrację wiejską przeprowadzonej jesienią 1954 do momentu ich zniesienia z dniem 1 stycznia 1973, tym samym wypierając organizację gminną w latach 1954–1972.
Gromadę Sławno z siedzibą GRN w mieście Sławnie (nie wchodzącym w jej skład) utworzono 1 stycznia 1958 w powiecie sławieńskim w woj. koszalińskim w związku z przeniesieniem siedziby GRN gromady Warszkowo z Warszkowa do Sławna i zmianą nazwy jednostki na gromada Sławno; równocześnie do nowo utworzonej gromady Sławno włączono obszar zniesionej gromady Bobrowice w tymże powiecie.
31 grudnia 1959 do gromady Sławno włączono obszary zniesionych gromad Sławsko i  Boleszewo (bez wsi Słowinko i Słowino) w tymże powiecie.
31 grudnia 1961 do gromady Sławno włączono wieś Stary Kraków ze zniesionej gromady Masłowice oraz wieś Tokary ze zniesionej gromady Staniewice w tymże powiecie.
W 1965 roku gromadą zarządzało 27 członków gromadzkiej rady narodowej.
31 grudnia 1971 do gromady Sławno włączono obszar zniesionej gromady Wrześnica w tymże powiecie.
1 stycznia 1972 do gromady Sławno włączono grunty o powierzchni 1098 ha z miasta Sławno w tymże powiecie; z gromady Sławno wyłączono natomiast części wsi Warszkowo (19 ha) i Bobrowiczki (66 ha), włączając je do Sławna.
Gromada przetrwała do końca 1972 roku, czyli do kolejnej reformy gminnej. 1 stycznia 1973 w powiecie sławieńskim reaktywowano zniesioną w 1954 roku gminę Sławno.